# Радомир (дем Пела)
Вижте пояснителната страница за други значения на Радомир.
Ра̀домир (на гръцки: Ασβεσταριά, Асвестария или Ασβεσταριό, Асвестарио, катаревуса: Ασβεσταρειόν, Асвестарион или Ασβεσταριόν, Асвестарион, до 1926 година Ραδομίρ, Радомир) е село в Егейска Македония, дем Пела на административна област Централна Македония.

## География
Селото се намира на 310 m надморска височина в южните склонове на Паяк (Пайко), на около 9 km северно от град Енидже Вардар (Яница).

## История

### В Османската империя
В началото на XX век Радомир е чисто българско село в Ениджевардарска каза на Османската империя. На австро-унгарската военна карта е отбелязано като Радомир (Radomir), на картата на Йоргос Кондоянис е отбелязано също като Радомир (Ραδομίρ), християнско село. Според Николаос Схинас („Οδοιπορικαί σημειώσεις Μακεδονίας, Ηπείρου, Νέας οροθετικής γραμμής και Θεσσαλίας“) в средата на 80-те години на XIX век Радомири (Ραδομίρη) е село с 35 християнски семейства.
Към 1900 година според статистиката на Васил Кънчов („Македония. Етнография и статистика“) Радомир брои 165 жители българи.
Според Христо Силянов след Илинденското въстание в 1904 година цялото село минава под върховенството на Българската екзархия. По данни на секретаря на екзархията Димитър Мишев („La Macédoine et sa Population Chrétienne“) в 1905 година в Радомир (Radomir) има 360 българи екзархисти.
Според данни на кукушкия околийски училищен инспектор Никола Хърлев, през 1909 година Радомир има 48 български екзархийски къщи, които се черкуват в местната църква „Свети Спас“. По това време се открива българско училище.
Кукушкият околийски училищен инспектор Никола Хърлев пише през 1909 година:
| „ | Радомир, 13 /III, 3 1/4 ч. от Корнишор. 48 български екзархийски къщи, свойщина. Черквата „Св. Спас“ е отворена. Тя стопани 7 погона нивя и 30 овци. За пръв път се отваря българско училище. Училището, частна къща под наем, е една стая 4Х4Х2 m големина с дюшеме, с огнище без таван и много тъмно. | “ |

В 1910 година Халкиопулос пише, че в селото (Ραδομίρ) има 250 екзархисти.
През септември 1910 година селото пострадва по време на обезоръжителната акция на младотурците. Къщата на забегналия Въндо Гьошев е разграбена, а жена му е пребита.
При избухването на Балканската война в 1912 година 6 души от Радомир са доброволци в Македоно-одринското опълчение.

### В Гърция
През войната селото е окупирано от гръцки части и остава в Гърция след Междусъюзническата война. В 1912 година е регистрирано като селище с християнска религия и „македонски“ език. Преброяването в 1913 година показва Радомир (Ραδομίρ) като село със 180 мъже и 149 жени.
Боривое Милоевич пише в 1921 година („Южна Македония“), че Радомир има 40 къщи славяни християни.
В 1924 година по официални данни 64 българи се изселват в България, а на тяхно място са настанени 118 гърци бежанци. Ликвидирани са 30 имота на жители, преселили се в България. В 1928 година селото е смесено местно-бежанско с 43 бежански семейства и 137 жители бежанци. В 1926 година е прекръстено на Асвестария. Според статистиката на Народоосвободителния фронт от 1947 година от 566 души в 1940 година в селото 123 са бежанци, а останалите са местни. Селото пострадва силно от Гражданската война (1946 - 1949). Според Тодор Симовски от 424 души в 1971 година местните жители са абсолютно мнозинство. В началото на 70-те години местните жители заедно с тези на съседното Корнишор са изселени от властите в Ново Въдрища (Неос Милотопос), където са им изградени къщи.
| Година    | 1913 | 1920 | 1928 | 1940 | 1951 | 1961 | 1971 | 1981 | 1991 | 2001 | 2011 | 2021 |
| --------- | ---- | ---- | ---- | ---- | ---- | ---- | ---- | ---- | ---- | ---- | ---- | ---- |
| Население | 329  | 291  | 389  | 566  | 380  | 432  | 424  | 4    | 3    | 35   | 4    | 2    |

## Личности
Родени в Радомир
- Вангел Иванов Ташев (1921 – 1945), български военен деец, подофицер, загинал през Втората световна война[17]
- Тома Атанасов – Радомирски (1882 – ?), български революционер, четник на Ичко Димитров в 1912 година[18]